# Greatest Hits II
Greatest Hits II je kompilacijski album z največjimi uspešnicami skupine Queen, ki je prvič izšel 28. oktobra 1991 v Združenem kraljestvu. Izid je skoraj sovpadel s smrtjo frontmana Freddieja Mercuryja, ki je podlegel Aidsu en mesec kasneje, tako da je Greatest Hits II zadnja izdaja skupine za časa njegovega življenja.
Kljub temu, da je doživel nekoliko manjši prodajni uspeh od prvega Greatest Hits, je bilo po vsem svetu prodanih solidnih 16 milijonov izvodov. Od tega jih je bilo v Združenem kraljestvu prodanih 3,7 milijona, s čemer je bil to leta 2009 osmi najbolje prodajan album vseh časov v tej državi. Ob izidu je bil en teden na vrhu britanske lestvice albumov.

## Seznam skladb
| Prva stran | Prva stran                                                     | Prva stran         | Prva stran |
| Št.        | Naslov                                                         | Pisec              | Dolžina    |
| ---------- | -------------------------------------------------------------- | ------------------ | ---------- |
| 1.         | „A Kind of Magic‟ (z albuma A Kind of Magic, 1986)             | Roger Taylor       | 4:22       |
| 2.         | „Under Pressure‟ (z albuma Hot Space, 1982)                    | Queen, David Bowie | 3:57       |
| 3.         | „Radio Ga Ga‟ (z albuma The Works, 1984)                       | Taylor             | 5:43       |
| 4.         | „I Want It All‟ (single miks, z albuma The Miracle, 1989)      | Queen (Brian May)  | 4:01       |
| 5.         | „I Want to Break Free‟ (single miks, z albuma The Works, 1984) | John Deacon        | 4:18       |

| Druga stran | Druga stran                                                  | Druga stran            | Druga stran |
| Št.         | Naslov                                                       | Pisec                  | Dolžina     |
| ----------- | ------------------------------------------------------------ | ---------------------- | ----------- |
| 6.          | „Innuendo‟ (z albuma Innuendo, 1991)                         | Queen (Mercury/Taylor) | 6:27        |
| 7.          | „It's a Hard Life‟ (z albuma The Works, 1984)                | Freddie Mercury        | 4:09        |
| 8.          | „Breakthru‟ (z albuma The Miracle, 1989)                     | Queen (Mercury/Taylor) | 4:09        |
| 9.          | „Who Wants to Live Forever‟ (z albuma A Kind of Magic, 1986) | Brian May              | 5:16        |

| Tretja stran | Tretja stran                                       | Tretja stran           | Tretja stran |
| Št.          | Naslov                                             | Pisec                  | Dolžina      |
| ------------ | -------------------------------------------------- | ---------------------- | ------------ |
| 10.          | „Headlong‟ (z albuma Innuendo, 1991)               | Queen (May)            | 4:37         |
| 11.          | „The Miracle‟ (z albuma The Miracle, 1989)         | Queen (Mercury/Deacon) | 5:01         |
| 12.          | „I'm Going Slightly Mad‟ (z albuma Innuendo, 1991) | Queen (Mercury)        | 4:22         |
| 13.          | „The Invisible Man‟ (z albuma The Miracle, 1989)   | Queen (Taylor)         | 3:58         |

| Četrta stran    | Četrta stran                                               | Četrta stran    | Četrta stran |
| Št.             | Naslov                                                     | Pisec           | Dolžina      |
| --------------- | ---------------------------------------------------------- | --------------- | ------------ |
| 14.             | „Hammer to Fall‟ (single miks, z albuma The Works, 1984)   | May             | 3:40         |
| 15.             | „Friends Will Be Friends‟ (z albuma A Kind of Magic, 1986) | Mercury, Deacon | 4:08         |
| 16.             | „The Show Must Go On‟ (z albuma Innuendo, 1991)            | Queen (May)     | 4:37         |
| 17.             | „One Vision‟ (single miks, z albuma A Kind of Magic, 1986) | Queen (Taylor)  | 4:02         |
| Skupna dolžina: | Skupna dolžina:                                            | Skupna dolžina: | 76:32        |

| CD izdaja Nekatere skladbe je za CD predelal David Richards. | CD izdaja Nekatere skladbe je za CD predelal David Richards.  | CD izdaja Nekatere skladbe je za CD predelal David Richards. |
| Št.                                                          | Naslov                                                        | Dolžina                                                      |
| ------------------------------------------------------------ | ------------------------------------------------------------- | ------------------------------------------------------------ |
| 1.                                                           | „A Kind of Magic‟                                             | 4:22                                                         |
| 2.                                                           | „Under Pressure‟ (predelana)                                  | 3:58                                                         |
| 3.                                                           | „Radio Ga Ga‟                                                 | 5:43                                                         |
| 4.                                                           | „I Want It All‟ (single različica)                            | 4:01                                                         |
| 5.                                                           | „I Want to Break Free‟ (single remiks)                        | 4:18                                                         |
| 6.                                                           | „Innuendo‟                                                    | 6:27                                                         |
| 7.                                                           | „It's a Hard Life‟                                            | 4:09                                                         |
| 8.                                                           | „Breakthru‟                                                   | 4:09                                                         |
| 9.                                                           | „Who Wants to Live Forever‟ (predelana)                       | 4:57                                                         |
| 10.                                                          | „Headlong‟ (predelan izvirnik z LP-ja Innuendo)               | 4:33                                                         |
| 11.                                                          | „The Miracle‟ (skrajšana)                                     | 4:54                                                         |
| 12.                                                          | „I'm Going Slightly Mad‟ (predelan izvirnik z LP-ja Innuendo) | 4:07                                                         |
| 13.                                                          | „The Invisible Man‟                                           | 3:58                                                         |
| 14.                                                          | „Hammer to Fall‟ (single različica)                           | 3:40                                                         |
| 15.                                                          | „Friends Will Be Friends‟                                     | 4:10                                                         |
| 16.                                                          | „The Show Must Go On‟ (skrajšana)                             | 4:23                                                         |
| 17.                                                          | „One Vision‟ (single različica)                               | 4:01                                                         |
| Skupna dolžina:                                              | Skupna dolžina:                                               | 75:57                                                        |

| Ponovna japonska izdaja iz leta 2011 | Ponovna japonska izdaja iz leta 2011                     | Ponovna japonska izdaja iz leta 2011 | Ponovna japonska izdaja iz leta 2011 |
| Št.                                  | Naslov                                                   | Pisec                                | Dolžina                              |
| ------------------------------------ | -------------------------------------------------------- | ------------------------------------ | ------------------------------------ |
| 18.                                  | „I Was Born to Love You‟ (z albuma Made in Heaven, 1995) | Mercury                              | 4:48                                 |
| Skupna dolžina:                      | Skupna dolžina:                                          | Skupna dolžina:                      | 79:53                                |

## Uvrstitve na lestvicah
| Lestvica (1991)            | Najvišja uvrstitev |
| -------------------------- | ------------------ |
| Australian Top 50 Albums   | 4                  |
| Netherlands Top 100 Albums | 1                  |
| New Zealand Top 40 Albums  | 1                  |
| Swiss Top 100 Albums       | 1                  |
| UK Albums Chart            | 1                  |